# Le grand bidule

Le Grand Bidule es una película francesa cómica dirigida por  Raoul André que se estrenó en Francia el 21 de junio de 1967.

## Argumento
El protagonista es un científico que vive en una ciudad imaginaria del Este de Europa, en la frontera Greco-Danesa. Un día, siguiendo los consejos de su vecino el señor Baratin, que es cónsul, decide ir a Francia para perfeccionar una de sus invenciones, un nuevo tipo de carburante. Sin embargo, está mucho más interesado en aprovechar el viaje para divertirse...